# Manuel Antonio Carreño
Manuel Antonio Carreño Muñoz (Caracas, 17 giugno 1812 – Parigi, 4 settembre 1874) è stato un musicista, insegnante e diplomatico venezuelano. Ha raggiunto molti obiettivi importanti nel campo della diplomazia e dell'insegnamento durante la sua vita. Ha fondato il prestigioso Colegio Roscio e tradotto opere come Reasoned, historical and dogmatic Catechism of Abbe Thériou e Introduzione al metodo di studio della lingua latina di Jean-Louis Burnouf in spagnolo.
Nel 1853 con la pubblicazione del suo Manuale di urbanità e buone maniere, entrò nella storia con il soprannome di "Manuale di Carreño", un libro sesquicentenario che insegna e forma l'individuo nella gestione della decenza, essenziale per l'educazione di decine di generazioni e fu ristampato numerose volte. Ha servito il suo paese come ministro degli esteri e ministro delle finanze del Venezuela. Dopo le sue dimissioni da quest'ultimo posto a causa della guerra federale, lasciò il paese, vivendo a New York e poi a Parigi, dove morì.

## Biografia

### Primi anni
Figlio del musicista Cayetano Carreño Rodríguez, maestro di cappella della Cattedrale di Caracas, e María de Jesús Muñoz, lui e i suoi fratelli ricevettero in casa una solida formazione culturale e musicale che avrebbe permesso loro di distinguersi come eccellenti interpreti e compositori. Ha sempre mostrato un grande talento per la pedagogia, che lo portò a fondare il Roscio College il 1º settembre 1841, diventato in seguito molto famoso a Caracas. Era il nipote di Simon Narciso Rodriguez Carreño, meglio conosciuto come Simón Rodríguez, tutor e mentore di Simón Bolívar.

## Vita privata
Era il padre di Maria Teresa Carreño, un'acclamata pianista e compositrice, che si formò nell'arte della musica oltre a promuovere la sua carriera all'estero. Era sposato con Clorinda García de Sena y Rodríguez del Toro.

### Maturità
Nel 1853 pubblicò a puntate il Manuale di urbanità e buone maniere, per il quale ricevette grande riconoscimento e fama. Questo manuale ebbe una grande ripercussione a livello globale, al punto che fu approvato per essere adottato per l'insegnamento nelle scuole elementari in Spagna. Quindi questo lavoro del 1853 fu usato come testo sin dall'inizio, non solo in Spagna ma anche in altri paesi di lingua spagnola. Il Royal Order (di Spagna), tuttavia, stabilì che le nuove edizioni di questo lavoro avrebbero dovuto eliminare i riferimenti al paese per il quale erano stati scritti (Venezuela). L'importanza di questo libro si basa sul fatto che era diretto ai bambini di entrambi i sessi in un'epoca in cui l'educazione era quasi esclusivamente per i ragazzi e le classi sociali più potenti. Il libro approfondisce gli standard morali e religiosi che erano così importanti nel XIX secolo, che, evidentemente, erano già stati persi a causa del lungo periodo di tempo che era passato. Nel riferirsi alla cortesia e alle buone maniere, bisogna ricordare che, anche se può sembrare un'esagerazione, questo libro ha esercitato un'enorme influenza nella società venezuelana educata per molte generazioni e ancora oggi alcuni di questi standard sono facilmente identificabili per gli stranieri, tutti di origine europea, che sono recentemente arrivati nel paese.
Alla fine del 1853 nacque sua figlia Maria Teresa e da allora Manuel Antonio Carreño perseguì la sua educazione musicale. Per questo scrisse 500 esercizi di piano, che riguardavano l'insegnamento e l'apprendimento di tutti gli aspetti tecnici dello strumento. Il 14 marzo 1855, il Congresso Nazionale diede una raccomandazione speciale per l'uso del Manuale di urbanità e buone abitudini. Come parte del suo lavoro come educatore tradusse il libro in collaborazione con il Dr. Manuel Maria Urbanski, Il Catechismo dell'Abbe Thériou e Introduzione al metodo di studio della lingua latina di Burnouf. Servì il suo paese come ministro delle relazioni estere (maggio-agosto 1861) e ministro delle finanze (1861-1862).

### Emigrazione in Francia
A causa dell'instabilità politica che c'era in Venezuela a causa della guerra federale, decise di lasciare il suo incarico e andare all'estero in cerca di condizioni migliori per lo sviluppo artistico di sua figlia. A questo proposito, il 23 luglio 1862 partirono insieme per New York, dove vissero per alcuni anni fino alla partenza per Parigi. A Parigi Carreño era professore di pianoforte.